# Siete Magníficos
Los Siete Magníficos es el nombre que reciben informalmente siete cementerios londinenses creados durante el siglo XIX para aliviar el hacinamiento existente en las zonas destinadas a entierros de las parroquias.
En la primera mitad del siglo XIX, la población de Londres creció de 1 millón a 2,3 millones de habitantes. En ese entonces, todos los fallecidos de la ciudad eran enterrados en pequeñas parroquias usadas como camposantos, las cuales rápidamente llegaron a estar peligrosamente hacinadas, lo que condujo a que la descomposición de las materias fluyera hacia el suministro de agua y causara epidemias. Existen historias[cita requerida]de tumbas que, al ser cavadas, se descubría que ya contenían cadáveres. También se afirma[cita requerida] que algunos cuerpos eran arrojados directamente en una nueva construcción del sistema de alcantarillas.[cita requerida]
En 1832 el Parlamento aprobó un proyecto de ley promoviendo la creación de cementerios privados fuera de Londres, y más tarde aprobó una ley para trasladar todos los cementerios ubicados en capillas a nuevos depósitos.[cita requerida]
Durante la siguiente década se establecieron siete cementerios: 
- Cementerio de Kensal Green (1832)
- Cementerio West Norwood (1837)
- Cementerio de Highgate (1839)
- Cementerio Abney Park (1840)
- Cementerio de Nunhead (1840)
- Cementerio de Brompton (1840)
- Cementerio de Tower Hamlets (1841)